# Baraboo
Baraboo est une ville située dans le centre-sud du Wisconsin. C’est le siège du comté de Sauk. Lors du recensement de 2010, sa population s’élevait à 12 048 habitants. La ville abrite le Circus World Museum (en) (Baraboo est l'ancien siège et la maison d'hiver du cirque Ringling brothers, le théâtre d'Al Ringling, le parc  d'état du Devil's Lake, et le la ferme d'Aldo Leopold.

## Démographie
| Groupe            | Baraboo | Wisconsin | États-Unis |
| ----------------- | ------- | --------- | ---------- |
| Blancs            | 94,0    | 86,2      | 72,4       |
| Afro-Américains   | 1,3     | 6,3       | 12,6       |
| Métis             | 1,6     | 1,8       | 2,9        |
| Autres            | 1,5     | 2,4       | 6,2        |
| Amérindiens       | 1,0     | 1,0       | 0,9        |
| Asiatiques        | 0,5     | 2,3       | 4,8        |
| Total             | 100     | 100       | 100        |
|                   |         |           |            |
| Latino-Américains | 3,7     | 5,9       | 16,7       |

Selon l'American Community Survey, pour la période 2011-2015, 95,98 % de la population âgée de plus de 5 ans déclare parler anglais à la maison, alors que 2,62 % déclare parler l'espagnol et 1,40 % une autre langue.

## Gouvernement
L'hôtel de ville a ouvert ses portes en 1967 et un autre site a terminé la construction en 2018 au coût de 9 millions de dollars.
Un bureau de poste a ouvert en 1961.